# クレマティス (小惑星)
クレマティス(1101 Clematis)は、小惑星帯の小惑星である。1928年9月22日にカール・ラインムートがハイデルベルクで発見した。当初は1928 SJという仮符号が付けられた。キンポウゲ科のクレマチス属(Clematis)にちなんで命名された。
2003年にカリフォルニア州ランチョクカモンガのサンタナ天文台で行われた測光学観測により、合の自転周期12.68 ± 0.01時間が得られた。また光度曲線により、0.40 ± 0.05等級の光度の変化が示された。
この天体は、スペクトルの性質と軌道要素を共有し、過去の同じ衝突に由来すると考えられている5-16個の小惑星からなる小惑星族の名前になっている。この族の全ての小惑星は、比較的高い軌道傾斜角を持つ。